# Apistosia humeralis
Apistosia humeralis är en fjärilsart som beskrevs av Augustus Radcliffe Grote 1867. Apistosia humeralis ingår i släktet Apistosia och familjen björnspinnare. Inga underarter finns listade i Catalogue of Life.